# Dekameron

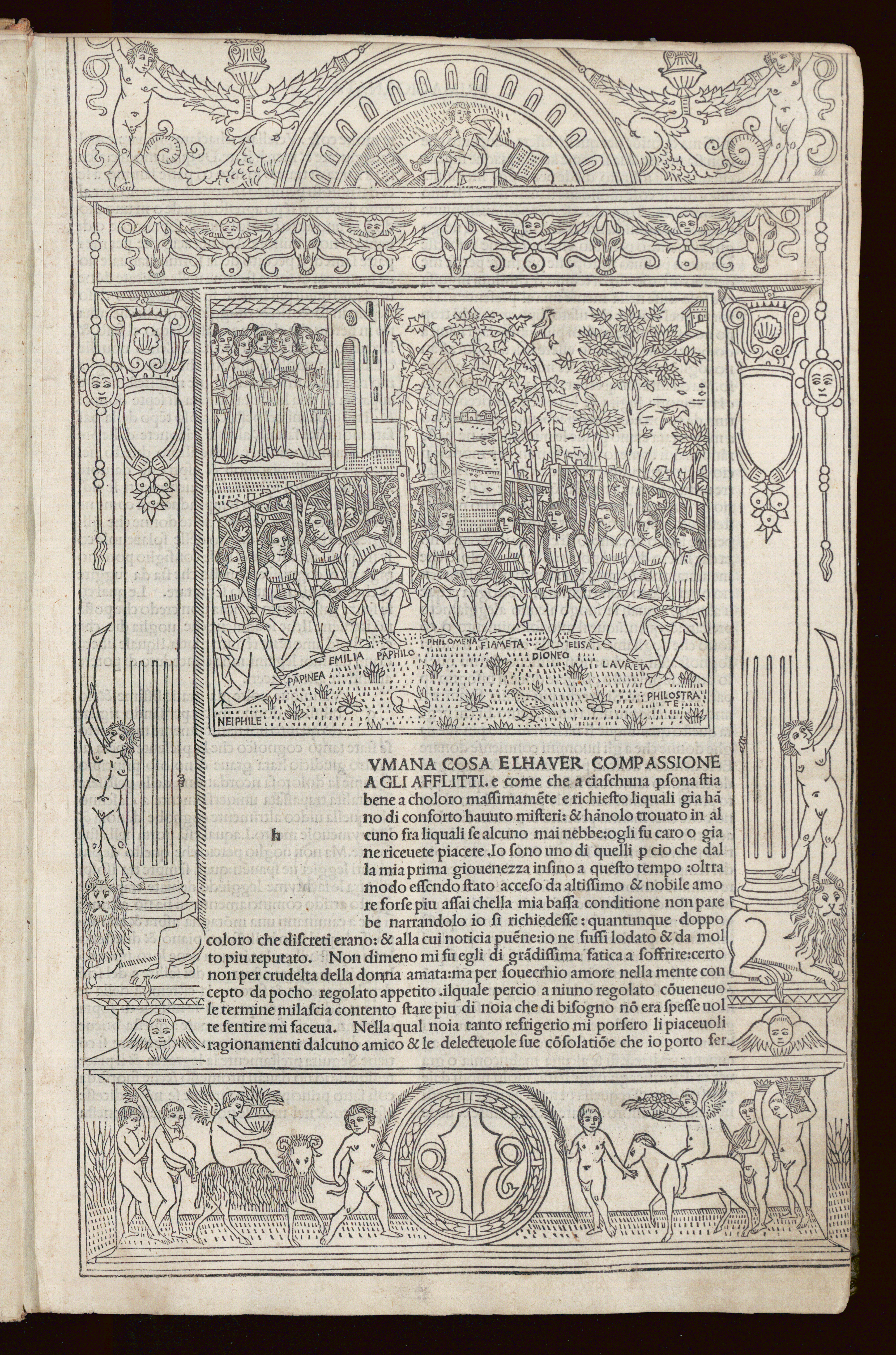
Decameron, 1492

A Dekameron, alcíme: Galeotto herceg (olaszul Decamerone: Prencipe Galeotto) Giovanni Boccaccio 100 novellából álló gyűjteménye, melyet valószínűleg 1348-ban kezdett írni és 1353-ban fejezett be.

## Tartalma
Keretcselekménye szerint hét nő és három férfi egy vidéki kastélyba menekül az 1348-as firenzei pestisjárvány elől. Történetek mesélésével szórakoztatják egymást, amelyek témáját az előző este megválasztott király vagy királynő határozza meg. Mindenki mindennap mond egy-egy mesét, így tíz nap alatt száz történet hangzik el. Élet és halál sajátos körforgása jellemzi a meséket, ám mindenkor az Élet kerekedik felül. A reneszánsz szellemiségével összhangban a Dekameron az élet örömeihez való jogot, a túlvilági léttel szemben (mellett) az e világi örömök fontosságát, sőt elsődlegességét hangsúlyozza. Boccaccio elsősorban a történetek előadásában jeleskedik, magukat a mesélőket nem jellemzi különösebben: a 7 hölgy és 3 ifjú ugyanazon társadalmi osztályt képviseli. Ilyen szempontból a Dekameron kicsit ellentéte Geoffrey Chaucer később keletkezett, hasonló művének, a Canterbury meséknek, ahol a mesélők a társadalom legkülönbözőbb rétegeit képviselő, karakteres figurák.
A Dekameronban a szerelmi-erotikus és az ironikus-szatirikus novellák uralkodnak. Boccaccio jókedvű humorral mutatja be kora világát, sajátos erkölcseit. A középkort már-már múltnak tekinti, s a felvilágosult reneszánsz ember szemével nézve mulatságosnak tartja furcsa szokásait, intézményeit. Humanista írói világképének középpontjában a földi élet minél örömtelibb, minél észszerűbb kihasználása áll. Ebből a világból már hiányzik a pokoltól való félelem tudata, a vétkek más megítélés alá esnek, mint pl. Dante Alighierinél. A szerelem a novellákban őszinte, szabad, a korábbi kötöttségeket nem tűrő és nem ismerő érzelemmé, a boldogság forrásává válik. Az író jókat kacag a vén, babonás, együgyű férjek rovására. A házasfelek hűtlensége, a házasságtörés nem háborítja fel, ha ez érdekházasságot, nem szerelmen alapuló viszonyt szakít szét. Nem tiszteli a kolostorok lakóit sem: az emberi természet bennük is diadalmaskodik, s talán ők vágyakoznak legmohóbban a testi örömökre.
Több mulatságos, ízes történetének főhőse az együgyű városi figura, Calandrino, akivel kavicsot szedetnek láthatatlanná tevő varázskő gyanánt, akivel elhitetik, hogy állapotos, és gyereket fog szülni, s akivel mindenféle bitangságot művel a két tréfacsináló festő, Bruno és Buffalmacco. A legtöbb novella városi-polgári környezetben játszódik: megjelennek a csalafinta, agyafúrt kereskedők, a pórul járt jogászok, a felültetett, beképzelt, szipolyozó orvosok, s ott vannak a szegény, babonás certaldói parasztok is, akiket ugyancsak rászedett a vörös hajú, apró, ravasz barát, frate Cipolla.
Boccaccio elítéli a fösvénységet, a kapzsiságot, az öncélú gazdagságot, szerinte a vagyonnak az életet kell szolgálnia. Sokra becsüli a friss észjárást, a furfangos okosságot, a természetes ügyességet. Hősei gyakran nehéz helyzetből szabadulnak meg egy-egy találó szóval, tréfás ötlettel.

## A sólyom feláldozása
A Dekameron darabjai közül az egyik leghíresebb az ötödik nap kilencedik novellája: A sólyom feláldozása. (Ez nem az író által adott cím, ugyanis a Boccaccio-novelláknak nincs címük, de az író afféle címközleményben összefoglalja mindegyik történetének a summázatát.) Ezen a napon olyan szerelmesekről beszélnek, „kik kemény és siralmas megpróbáltatások után megnyerték boldogságukat”.
Kettős keretbe foglalja Boccaccio ezt a novellát: maga Fiametta meséli el a történetet, de ő is egy Coppo di Borghese Domenichi nevezetű „tisztelendő és nagytekintetű férfiúra” hivatkozik, akitől mindezt hallotta. A keretnek ezzel a megkettőzésével az író a valóság illúzióját kívánja megteremteni, azt hangsúlyozza vele, hogy a történet igaz, de már ellenőrizhetetlen.
Az elbeszélés során megtudjuk, hogy monna Giovanna erényes férjes asszony, hűséges feleség, szerető anya, s rá se hederített mindarra, amit Federigo a kedvéért tett, soha még csak egy pillantást sem vetett rá. Ezzel szemben Federigo eltér a korabeli társadalom értékrendjétől: férjes asszonyt ostromol, eltékozolja vagyonát, szegénységbe zuhan, s elrontott életének már csak két szenvedélye maradt: változatlan szerelme monna Giovanna iránt, s ragaszkodása sólymához. Giovanna férje halála után sem méltatja figyelemre az elszegényedett, de a kedvéért mindenre képes Federigót, gyermeke viszont barátkozni kezd vele (valami véletlen folytán Giovanna és Federigo birtoka egymáshoz nagyon közeliek), a párt végső soron a gyermek hozza össze. Az asszonyon győz az anyai szeretet, s minden ellenérzése dacára elmegy Federigóhoz, hogy beteg gyermeke számára gyógyulást ígérő ajándékként elkérje tőle legféltettebb kincsét, a sólymot. Ám először ebédelni kíván, kérését később akarja felfedni. Federigo azonban annyira szegény, hogy semmi sincs otthonában, így sólymát készítteti el ebédre, persze a vendégek tudta nélkül. Az asszony végül erőt vesz magán, és elkéri a sólymot, Federigo pedig mindent elmond neki. Az asszony csalódottan megy haza a sólyom nélkül, melyet fiának ígért. Boccaccio bizonytalanságban hagy afelől, hogy a beteg gyermek bánatában halt-e meg vagy nem: „Az pedig, akár bánatában, hogy a sólymot nem kapta meg, akár betegségében, mely talán mindenképpen ily véget ért volna, kevés napok múltán anyjának mérhetetlen fájdalmára elköltözött az életből.” A hosszas előkészítés azt sejteti, hogy a beteg kisfiú halála Federigo végzetes hibájából következett be. Mindebből logikusan az következnék, hogy az asszony végleg elfordul az őt hiába ostromló férfitől. Monna Giovanna azonban ezúttal nem úgy cselekszik, ahogy várnánk tőle: bátyjai figyelmeztetései, csúfolódásai ellenére férjhez megy régi hódolójához, s Federigo eléri célját: nemcsak boldog, hanem gazdag is lesz.
A novella egyik tanulsága az lehet, hogy a kitartó és önfeláldozó, igazi szerelem előtt lehullnak az akadályok. Federigo valóban célhoz ér, de diadalának a férj és a gyermek halála az ára. S ha ebből a nézőpontból vonjuk le a tanulságot, akkor azt kell mondanunk, hogy a hűség, a kitartás és az önfeláldozás nem szükségképpen, hanem csak véletlenül, szerencsés esetben kapja meg a maga jutalmát.

## Keletkezése
Boccaccio 1348 és 1353 között dolgozott főművén, a Dekameronon. (A cím görög nyelven azt jelenti: tíz nap.) Irodalomtörténeti jelentősége, hogy általa vált önálló irodalmi műfajjá a novella. A mű nyelvezetében sajátos módon keveredik a korabeli olasz köznyelv és a terjengősebb fogalmazási stílus. Kimutatható benne az Ezeregyéjszaka hatása éppúgy, mint a különféle anekdotáké, legendáké, és az abban a korban igen népszerű fabliau-ké (vaskos humorú verses elbeszélések). A Dekameron mintegy összefoglalja a reneszánsz szellemiségét, melyet az irodalomban Boccaccio mellett Dante és Petrarca képviselnek a legmarkánsabban. Utóbbi volt az, aki megakadályozta, hogy Boccaccio egy kétségbeesett pillanatában elégesse a művét.

## Kulturális hatása
Későbbi írók átvették témáit és meséit, „Chaucer és Shakespeare éppúgy adósai, mint Keats, majd Anatole France és Gerhart Hauptmann”.
Navarrai Margit tudatosan a Dekameron szerkezetét próbálta utánozni, de történetei kizárólag a boldog szerelemről szólnak. Mivel a tíz éjszakára való novellából a szerző halála miatt csak 72 készült el, a művet Heptameron néven ismeri az utókor.
A magyar irodalom néhány 16. és 17. századi históriája közvetve vagy közvetlenül Boccaccio műve hatását mutatja, például Enyedi György: Gismunda és Gisquardus, Istvánffi Pál: Volfer király históriája, Vasfay Gáspár: Vitéz Francisco históriája, Veres Gáspár: Két nemes ifjú.
A Dekameron történetei számos egyéb művészeti ág alkotóját megihlették, köztük Sandro Botticellit, aki képsorozatot festett a Dekameron témájára. Pier Paolo Pasolini Dekameron (1971) címmel rendezett filmet Boccaccio néhány története alapján.

## Magyar fordítások

### 1919-ig
- Dekameron, vagy A száz elbeszélés; ford. Zempléni P. Gyula; Deubler, Bp.–Bécs, 1890
- Válogatott elbeszélések a Dekameronból; ford., bev. Radó Antal; Lampel, Bp., 1899 (Magyar könyvtár)
- Giovanni Boccaccio Decameronja. Teljes fordítás életrajzzal, jegyzetekkel; ford., jegyz. Bokor János; Brassói Lapok Ny., Brassó, 1909
- Boccaccio száz elbeszélése. 100 érdekes képpel; ford. Szász Károly; Rozsnyai, Bp., 190?

### 1920–1944
- Dekameron, 1-5.; bev., ford. Balla Ignác; Kultúra, s.l., 1921-1922
- Dekameron, melyben hét bájos firenzei hölgy és három ifjú száz tarka mesét kötött a szerelem hervadhatatlan örökifjan virágzó csokrába; ford. Forró Pál, Szini Gyula; Nova, Bp., 1926 (Szerelmes századok)
- Dekameron, 1-3.; ford. R. Vay József [Révay József], versford. Radó Antal; Könyvkedvelők, Bp., 1931

### 1945–
- Dekameron vagy Szerelemre csábító könyv; ford. I. Regien; Anonymus Ny., Bp., 1947
- Dekameron. Válogatás; ford. Révay József, vál., bev., jegyz. Kardos Tibor; Szépirodalmi, Bp., 1954 (A világirodalom klasszikusai)
- Boccaccio művei; szerk. Kardos Tibor, Rózsa Zoltán, ford. Jékely Zoltán et al., utószó, jegyz. Rózsa Zoltán; Helikon, Bp., 1964 (Helikon klasszikusok)
- Dekameron, 1-2.; ford. Révay József, versford. Jékely Zoltán; Európa, Bp., 1968
- Boccaccio száz elbeszélése. 1.; Kincses, Toronto, 196? (Kincses regények)
- Harmónia és életöröm. Válogatás Petrarca, Boccaccio és Chaucer műveiből; Interpopulart, Szentendre, 1993 (Populart füzetek)
- A magyar decimeron. Mesélő sorok. Boccaccio Dekameronjának morzsái; összelopkodta Sinkó Gy. Imre, a rajzokat kapirgálta M. Kakuk Itti; B&T, Szeged, 1998 (Tisza hangja)
- Dante, Petrarca, Boccaccio. A korareneszánsz irodalma. Általános és középiskolások számára; összeáll. Hamar Péter; Tóth Könyvkereskedés, Debrecen, 1998 (A világirodalom nagyjai)
- Dekameron; ford. Szalkai Szőke Annamária; Librotrade, Bp., 2001